# David French
David French (18 de janeiro 1939 - 5 de dezembro de 2010) foi um dramaturgo canadense.